# سایان (درگزین)
سایان، روستایی در دهستان درگزین غربی بخش مرکزی شهرستان درگزین در استان همدان ایران است.روستای سایان از طرف شمال با قروه درجزین و از طرف شمال غربی با روستای نیر و از طرف غرب با روستای مزرعه گیودره و از طرف جنوب با روستای هریان و از طرف شرق با روستای بهکندان همسایه است. بیشتر مردمان آن کشاورز و برخی هم دامدار هستند. گرچه افرادی هم در ارگان‌ها و نهادها به خدمت مشغول هستند . سایان تقریبا دارای قدمتی دو هزار ساله است.زبان مردم آن با توجه نزدیکی به شهر های ترک زبان مثل قزوین و زنجان ترکی است.البته وجود حکومت های ترک زبان در طول دوره های مختلف تاثیر شگرفی بر زبان مرمان این منطقه و دیگر مناطق گذاشته است. از نمونه های بارز اثار باستانی این روستا که قدمتی بس تاریخی دارد می توان به دهنه ی یا چشمه آب بزرگی اشاره کرد که شبیه غاری بزرگ بود که دارای طولی چند کیلومتری بود که متاسفانه توسط اهالی روستا بنا به دلایلی نامعلوم زیر خاک مدفون شد و این جاذبه گردشگری از دست رفت البته امکان احیای دوباره آن وجود دارد . این روستا دارای امامزاده نیز می باشد.که به امامزاده سید حسین موسوی معروف است.که یکی از بزرگان مدفون شده در این روستا می باشد. هم چنین دیگر جاذبه گردشگری این روستا قبرستان قدیمی این روستا می باسد که به خاطر قدمت تاریخی مورد هجوم دزدان عتیقه و کسانی که به دنبال زیرخاکی و اجناس گران بها می گردند قرار میگیرد. هم چنین این روستا دارای مناظر فوق العاد زیبای طبیعی نیز می باشد از جمله چشمه های آب و آبشار کوچک روستا . هم چنین یکی از اماکن تاریخی در این روستا که قدمت چند صد ساله دارد قلعه زیبای قلعه خورشید خانم ( سایان )می باشد.که در دوران خان نشینی روستا توسط خان روستا ساخته شده است. به طور کلی این روستا دارای مردمانی گرم و مهمان نواز می باشد.اهالی این روستا انسان های کنجکاوی می باشند. مردمان روستا بیشتر مذهبی و شیعه می باشند که به اعتقادات خود پایبند و وابسته می باشند. مسجد جامع این روستا در مرکز روستا می باشد که محل تجمع اهالی روستا در مراسم ها و سوگواری ها شادی ها و دیگر اتفاق های که در روستا می افتد می باشد.

## جمعیت
بر پایه سرشماری عمومی نفوس و مسکن در سال ۱۳۹۵، جمعیت این روستا برابر با ```750 نفر (۲۲۶ خانوار) بوده‌است.